# NGC 5022
NGC 5022 في الفهرس العام الجديد، هي مجرة، تقع في كوكبة العذراء. اكتشفت في 31 مارس 1881 بواسطة فيلهلم تمبل.

## روابط خارجية
- NGC 5022 على موقع ويكي سكاي: DSS2, SDSS, GALEX, IRAS, Hydrogen α, X-Ray, Astrophoto, Sky Map, Articles and images